# Burg Zweifelsberg
Die Burg Zweifelsberg ist eine abgegangene Spornburg auf 570 m ü. NN im Bereich der Nikolauskapelle des Weilers Zweifelsberg der Gemeinde Mittelbiberach im Landkreis Biberach (Baden-Württemberg).
Die Burg wurde vermutlich von den Herren von Zweifelsberg erbaut und 1229 erwähnt. Als weitere Besitzer werden die Herren von Weckenstein, die Herren von Königsegg, die Herren von Gräter, die Herren von Feldberg und die Herren von Freyberg genannt. Vermutlich sind noch verbaute Reste vorhanden.